# Dreamers (canción)
«Dreamers» es una canción de 2022 del cantante surcoreano Jeon Jung-kook de BTS. Parte de la banda sonora de la Copa Mundial de Fútbol de 2022, la canción fue publicada el 20 de noviembre de 2022, coincidiendo con el partido inaugural de la Copa Mundial de Fútbol del año mencionado y su ceremonia de apertura.

## Presentaciones en directo
El 19 de noviembre, la agencia de Jungkook, Big Hit Music, anunció a través de Weverse su participación en la ceremonia de apertura. Al día siguiente, la cuenta oficial de Twitter de la FIFA compartió un video del cantante anunciando su próxima presentación en vivo. La presentación tuvo a Jungkook vestido completamente de negro y rodeado por varios bailarines, en la que posteriormente se unió Fahad Al Kubaisi, vestido de ropa tradicional catarí, a la mitad de la presentación.

## Video musical
Se anunció un vídeoclip musical para la versión con el cantante catarí Fahad Al Kubaisi de la canción, el cual tuvo su fecha programada de estreno el 22 de noviembre. El video se publicó en el canal de YouTube de la FIFA.

## Posicionamiento en listas

### Listas semanales
| LIstas (2022)                                               | Mejor posición |
| ----------------------------------------------------------- | -------------- |
| Bolivia (Billboard)                                         | 18             |
| Canadá (Canadian Hot 100)                                   | 90             |
| Global 200 (Billboard)                                      | 9              |
| Grecia - Greece International (IFPI)                        | 34             |
| Hungría (Single Top 40)                                     | 1              |
| India - India International Singles (IMI)                   | 4              |
| Indonesia (Billboard)                                       | 3              |
| Japón (Japan Hot 100)                                       | 6              |
| Japón - Japan Combined Singles (Oricon)                     | 23             |
| Líbano (Lebanese Top 20)                                    | 11             |
| Lituania (AGATA)                                            | 60             |
| Japón (Billboard)                                           | 2              |
| MENA (IFPI)                                                 | 3              |
| Países Bajos (Global 40)                                    | 2              |
| Nueva Zelanda - Hot Singles (RMNZ)                          | 3              |
| Singapur (RIAS)                                             | 5              |
| Corea del Sur (Circle)                                      | 7              |
| Suiza (Schweizer Hitparade)                                 | 55             |
| Reino Unido (UK Indie Chart)                                | 21             |
| Reino Unido (UK Download Chart)                             | 3              |
| Reino Unido - UK Singles Sales (OCC)                        | 4              |
| Estados Unidos - Bubbling Under Hot 100 Singles (Billboard) | 10             |
| Estados Unidos - Digital Song Sales (Billboard)             | 1              |
| Estados Unidos - Mainstream Top 40 (Billboard)              | 39             |
| Estados Unidos - World Digital Song Sales (Billboard)       | 1              |
| Vietnam (Vietnam Hot 100)                                   | 2              |

| Listas (2022)          | Posición |
| ---------------------- | -------- |
| Corea del Sur (Circle) | 94       |

### Listas de fin de año
| Listas (2022)           | Posición |
| ----------------------- | -------- |
| Hungría (Single Top 40) | 98       |